# Тавернье, Маркус
Маркус Джозеф Тавернье (англ.  Marcus Joseph Tavernier; род. 22 марта 1999, Лидс) — английский футболист, полузащитник клуба «Борнмут». Младший брат Джеймса Тавернье, правого защитника и капитана шотландского клуба «Рейнджерс».

## Клубная карьера

### «Мидлсбро»
Начинал заниматься футболом в Академии «Ньюкасл Юнайтед», но в 14-летнем возрасте перебрался в «Мидлсбро». С 16 лет стал выступать за молодёжную команду «Мидлсбро» (до 18 лет), в частности приняв участие в 2 встречах юношеской лиги УЕФА 2015/16. С 2016 года начал привлекаться в резервную команду «Мидлсбро» (до 23 лет), за которую в общей сложности сыграл 27 матчей и забил 9 голов.
Летом 2017 года был приглашён новым главным тренером Гарри Монком на предсезонные сборы в первую команду «Мидлсбро» и принимал участие в товарищеских встречах. 22 августа 2017 года дебютировал за основной состав «Боро» в матче 2-го раунда Кубка лиги против «Сканторп Юнайтед» (3:0), отметившись голевой передачей. 24 октября 2017 года забил свой первый гол за «речников» в матче 4-го раунда Кубка лиги против «Борнмута» (1:3), а 5 ноября открыл счёт своим голам в Чемпионшипе, отличившись в матче против «Сандерленда» (1:0). В декабре 2017 года подписал новый контракт с клубом на 3,5 года.
17 января 2018 года для получения игровой практики на правах аренды до конца сезона перешёл в клуб Лиги Один «Милтон-Кинс Донс», за который дебютировал три дня спустя в поединке против «Нортгемптон Таун» (1:2). Сыграл в составе «донс» всего 7 матчей, не отметившись результативными действиями, и не сумел избежать вылета вместе с командой в Лигу Два.
В сезоне 2018/19 Тавернье вернулся в «Мидлсбро» и постепенно закрепился в основном составе, проведя в общей сложности 27 матчей и забив 4 мяча. В январе 2020 года продлил контракт с «Мидлсбро» до 2023 года.
1 августа 2022 года перешёл в клуб Премьер-лиги «Борнмут», заключив 5-летний контракт.

## Карьера за сборную
Осенью 2017 года впервые был вызван в сборную Англии (до 19 лет), за которую дебютировал 9 октября в матче против Словакии (до 19) (2:2). В июле 2018 года был включен в заявку сборной Англии для участия в юношеском чемпионате Европы 2018 (до 19). На турнире сыграл во всех 3 матчах, отметившись голом во встрече со сборной Украины (до 19) (1:1).
В 2018—2019 годах вызывался в сборную Англии (до 20 лет), в частности принимал участие в престижном Тулонском турнире в 2019 году, но занял вместе со своей командой лишь 9-е место.